# Live on the Sunset Strip
Live on the Sunset Strip, es el quinto EP de la banda de metal industrial Fear Factory. Publicado el 1 de enero de 2005 por el sello Calvin Records.

## Lista de canciones
| N.º | Título                  | Duración |  |
| 1.  | «Slave Labor» (en vivo) | 4:02     |  |
| 2.  | «Cyberwaste» (en vivo)  | 3:48     |  |
| 3.  | «Drones» (en vivo)      | 4:57     |  |

Grabado en el verano de 2004 en House of Blues, Los Angeles, California.

## Personal
- Burton C. Bell - voz
- Christian Olde Wolbers - guitarra
- Byron Stroud - bajo
- Raymond Herrera - batería